# 中山定雄
中山 定雄（なかやま さだを、1969年11月15日 - 2020年4月）は、愛知県一宮市生まれの日本のインテリアデザイナー。商業施設、病院、オフィス、ショールーム等、大型物件から個人住宅、飲食店まで幅広く手掛ける。現在は有限会社スペースカウボーイ代表取締役、静岡文化芸術大学デザイン学部デザイン学科教授、桑沢デザイン研究所非常勤講師を歴任した。

## 略歴
- 1969年11月15日 ： 愛知県一宮市で生まれる
- 1992年 ： 多摩美術大学美術学部建築科卒業
- 1995年 - 1997年 ： ロンドンAAスクール留学
- 1997年 - 2005年 ： 株式会社日建スペースデザイン勤務
- 2003年 - 2007年 ： 長岡造形大学非常勤講師
- 2011年 - 2015年 ： 文化学園大学非常勤講師

- 2004年 - 2020年： 桑沢デザイン研究所非常勤講師
- 2006年 - ： 有限会社スペースカウボーイ設立
- 2009年 - 2020年： 静岡文化芸術大学専任教員
- 2020年 - 東京オリンピック聖火ランナーに選出。[2]

## 主な経歴
- 2000年　メディアージュ　アトリウム・共用空間／内装・家具／設計・監理 （東京都港区）
- 2002年　ポーラ美術館／内装・家具／設計・監理（神奈川県足柄下郡）
- 2002年　東急ホテルチャペル増築工事／内外装・家具／設計・監理（名古屋市）
- 2003年　セラトレーディングショールーム改修工事／内装・家具／設計・監理 （東京都港区）
- 2004年　大分マリーンパレス水族館／内装・家具／設計・監理（大分県大分市）
- 2006年　N邸新築工事／建築／設計・監理（大分県別府市）
- 2007年　ミッドランドスクエア商環境計画／内装・家具／設計・監理・演出（名古屋市）
- 2007年　東急病院新築工事／内装・家具／設計・監理（東京都目黒区）
- 2007年　ホテル白菊改修工事／内装・家具／設計（大分県別府市）
- 2008年　M邸新築工事／家具／設計・監理（神奈川県横須賀市）
- 2009年　びこう社オフィス改修工事／内装・家具／設計・監理（東京都港区）
- 2010年　スタッフサービス本社改修工事／内装・家具／設計・監理（東京都千代田区）
- 2010年　高梨歯科新築工事／内装・家具／設計・監理（東京都中央区）
- 2011年　セラトレーディングショールームWC改修工事／内装・家具／設計・監理（東京都港区）
- 2013年　東急緑が丘駅新築工事／内装／設計・監理（東京都目黒区）
- 2013年　トヨタネッツ浜松本店改修工事／内装／設計・監理（静岡県浜松市）
- 2013年　杉田エース青山ショウルーム改修工事／内装・家具／設計・監理（東京都港区）
- 2014年　ヤクルトスワローズオフィシャルグッズショップ1〜3号店（東京都新宿区）
- 2015年　Marina Cafe Vita(パラオ共和国）
- 2016年　Costa Crociere S.p.A office／内装・家具／設計・監理 （東京都千代田区）
- 2016年　東急病院エントランス改修工事／内装・家具／設計・監理（東京都目黒区）
- 2016年　ふじのくに地球環境史ミュージアム／内装コンサルタント・有識者委員・アドバイザー（静岡市）
- 2016年　FREZENIUS MEDICAL CAREJAPANオフィスデザイン／内装・家具／設計・監理（東京都港区）
- 2017年　LECT広島商環境デザイン／内装／設計（広島県西区）
- 2017年　熱海の家／建築デザイン・内装・家具／設計（静岡県熱海市）
- 2018年　Maxis Business Lounge／内装・家具／設計・監理（東京都港区）

## 受賞歴
- 2003年　東京デザイナーズウィーク　プロ作品展　入選展示　（六本木アークヒルズ）
- 2004年　ナショップ　ライティングアワード2003　入賞　（名古屋東急ホテルチャペル）
- 2004年　JCDデザイン賞2004　物販店舗部門　奨励賞　（セラトレーディング乃木坂ＳＲ）
- 2004年　modern design ＴＶ出演　（テレビ朝日）
- 2007年　100％design東京　100％designer展　（神宮外苑）
- 2007年　ナショップ　ライティングアワード2007　入賞　（名古屋ミッドランドスクエア）
- 2010年　SDA賞　入選、DDA賞　入選（びこう社オフィス）
- 2012年　SDA賞　入選、DDA賞　入選（セラトレーディングショールームWC）

## 所属・団体・委員
- 静岡文化芸術大学デザイン学部デザイン学科 中山研究室
- 桑沢デザイン研究所非常勤講師
- 静岡インテリアプランナー協会顧問
- 商業施設士
- 日本デザイン学会